# وشم کاکلی برازنده

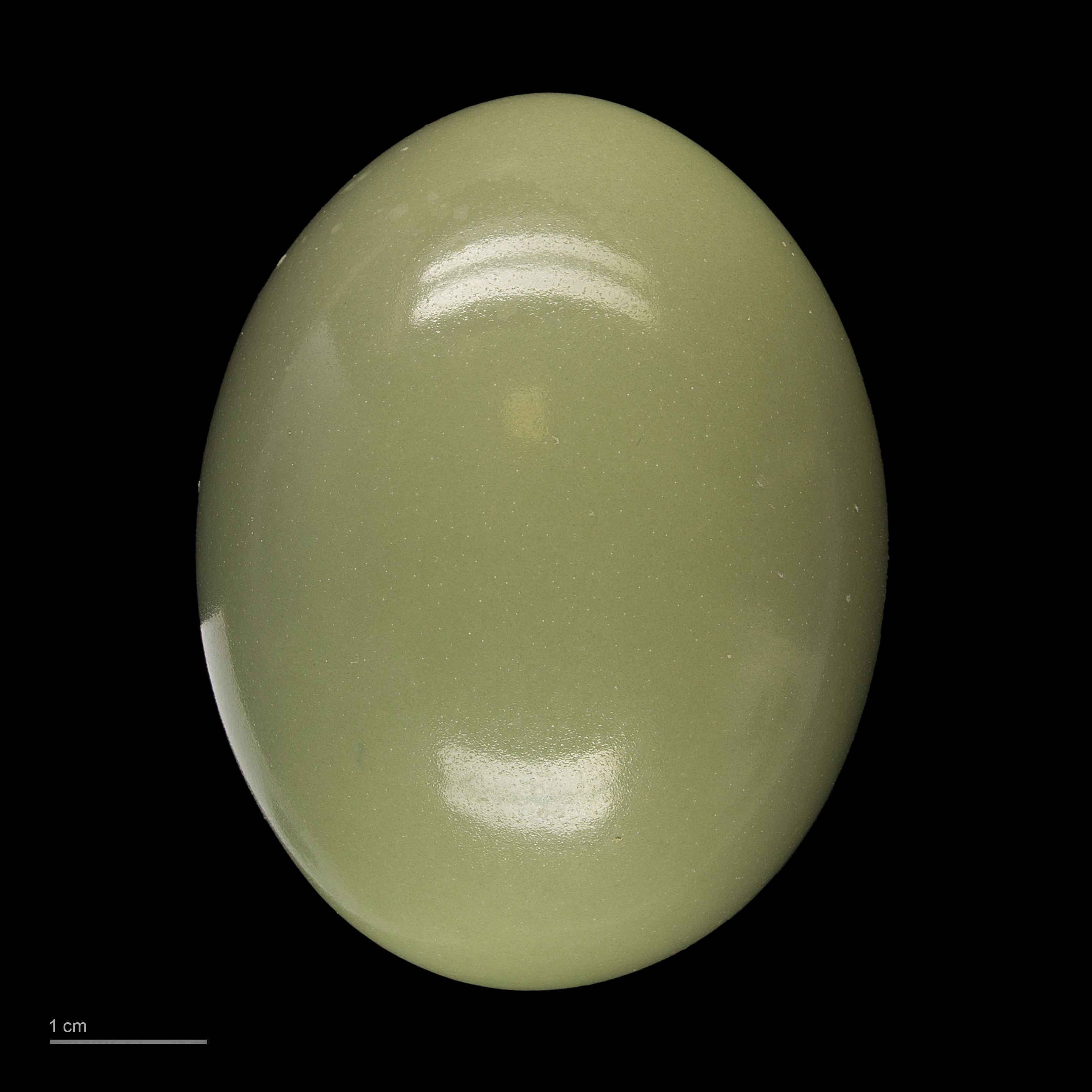
Eudromia elegans

وشم کاکلی برازنده (نام علمی: Eudromia elegans) نام یک گونه از سرده خوش‌گریزها است.